# Thamnobryum fruticosum
Thamnobryum fruticosum là một loài rêu trong họ Neckeraceae. Loài này được (Mitt.) Gangulee mô tả khoa học đầu tiên năm 1976.